# Tainonia
Tainonia là một chi nhện trong họ Pholcidae.

## Các loài
Các loài trong chi này gồm:
- Tainonia bayahibe Huber & Astrin, 2009
- Tainonia cienaga Huber & Astrin, 2009
- Tainonia samana Huber & Astrin, 2009
- Tainonia serripes (Simon, 1893)
- Tainonia visite Huber & Astrin, 2009